# Graue Quecksilbersalbe
Die Graue Quecksilbersalbe (lateinisch Unguentum hydrargyri cinereum) war ein traditionelles Heilmittel unter anderem gegen Syphilis. Heute wird die Salbe nicht mehr verwendet, da sie Quecksilbervergiftungen verursacht, die weniger durch die Aufnahme des Quecksilbers durch die Haut als vielmehr durch die Inhalation der Quecksilberdämpfe verursacht wurde. Zur Herstellung wurden 30 Teile Quecksilber, 5 Teile Wollwachs und ein Teil Olivenöl miteinander verrieben, bis keine Kügelchen des Quecksilbers mehr sichtbar waren. Anschließend wurde eine Mischung aus geschmolzenem Schweineschmalz (40 Teile) und Hammeltalg (24 Teile) zugefügt.
In die Literatur eingegangen ist die Graue Salbe in Daddeldus Lied an die feste Braut von Joachim Ringelnatz.
Bereits in der Heilkunde der frühen Neuzeit war eine aus Schweineschmalz und Quecksilber hergestellte graue Salbe (Unguentum griseum) bekannt.